# العلاقات الأسترالية المالطية
العلاقات الأسترالية المالطية هي العلاقات الثنائية التي تجمع بين أستراليا ومالطا.

## مقارنة بين البلدين
هذه مقارنة عامة ومرجعية للدولتين:
| وجه المقارنة                                              | أستراليا                                   | مالطا                                                     |
| --------------------------------------------------------- | ------------------------------------------ | --------------------------------------------------------- |
| المساحة (كم2)                                             | 7.69 مليون                                 | 316                                                       |
| عدد السكان (نسمة)                                         | 24.51 مليون                                | 465.29 ألف                                                |
| الكثافة السكانية (ن./كم²)                                 | 3.19                                       | 147.24 ألف                                                |
| العاصمة                                                   | كانبرا، ملبورن                             | فاليتا                                                    |
| اللغة الرسمية                                             | لغة إنجليزية                               | اللغة المالطية، لغة إنجليزية                              |
| العملة                                                    | دولار أسترالي، جنيه إسترليني، جنيه أسترالي | يورو، ليرة مالطية                                         |
| الناتج المحلي الإجمالي (بليون دولار)                      | 1.32 تريليون                               | 12.54 مليار                                               |
| الناتج المحلي الإجمالي (تعادل القوة الشرائية) بليون دولار | 1.10 تريليون                               | 14.68 مليار                                               |
| الناتج المحلي الإجمالي الاسمي للفرد دولار أمريكي          | 56.31 ألف                                  | 22.60 ألف                                                 |
| الناتج المحلي الإجمالي للفرد دولار أمريكي                 | 45.92 ألف                                  |                                                           |
| مؤشر التنمية البشرية                                      | 0.939                                      | 0.839                                                     |
| رمز المكالمات الدولي                                      | +61                                        | +356                                                      |
| رمز الإنترنت                                              | .au                                        | .mt                                                       |
| المنطقة الزمنية                                           |                                            | توقيت وسط أوروبا، ت ع م+01:00، ت ع م+02:00، أوروبا/مالطا ‏ |

## منظمات دولية مشتركة
يشترك البلدان في عضوية مجموعة من المنظمات الدولية، منها:
| علم المنظمة | اسم المنظمة                               | تاريخ انضمام أستراليا | تاريخ انضمام مالطا |
| ----------- | ----------------------------------------- | --------------------- | ------------------ |
|             | الاتحاد البريدي العالمي                   | ?                     | ?                  |
|             | يونسكو                                    | 4 نوفمبر 1946         | 10 فبراير 1965     |
|             | البنك الدولي للإنشاء والتعمير             | 5 أغسطس 1947          | 26 سبتمبر 1983     |
|             | منظمة الشرطة الجنائية الدولية             | ?                     | ?                  |
|             | الأمم المتحدة                             | 1 نوفمبر 1945         | 1 ديسمبر 1964      |
|             | المنظمة الهيدروغرافية الدولية             | ?                     | ?                  |
|             | منظمة التجارة العالمية                    | ?                     | ?                  |
|             | وكالة ضمان الاستثمار متعدد الأطراف        | 10 فبراير 1999        | 12 سبتمبر 1990     |
|             | مجموعة أستراليا                           | 1985                  | 2004               |
|             | دول الكومنولث                             | ?                     | ?                  |
|             | الاتحاد الدولي للاتصالات                  | 27 مايو 1878          | 1965               |
|             | مؤسسة التمويل الدولية                     | 20 يوليو 1956         | 1 يونيو 2005       |
|             | مجموعة الموردين النوويين                  | ?                     | ?                  |
|             | الفريق المعني برصد الأرض                  | ?                     | ?                  |
|             | منظمة حظر الأسلحة الكيميائية              | ?                     | ?                  |
|             | المركز الدولي لتسوية المنازعات الاستشارية | 1 يونيو 1991          | 3 ديسمبر 2003      |

## أعلام
هذه قائمة لبعض الشخصيات التي تربطها علاقات بالبلدين:
- إيمانويل مسقط (لاعب كرة قدم، 7 ديسمبر 1984[29] – )
- باول ميلور (لاعب دوري رغبي أسترالي، 21 أغسطس 1974 – )
- ترين بوهاغيار (لاعب كرة قدم أسترالي، 27 فبراير 1998 – )
- تيري كاميليري (ممثل أسترالي، 1949[30][31] – )
- جايسون سينغ (مغني أسترالي، 12 مارس 1973 – )
- جايمي ماكلارين (لاعب كرة قدم أسترالي، 29 يوليو 1993[32] – )
- جون هتشينسون (لاعب كرة قدم، 29 ديسمبر 1979[33] – )
- جيف فينيش (ملاكم أسترالي، 28 مايو 1964 – )
- جيك بريمر (لاعب كرة قدم أسترالي، 3 أبريل 1998[34] – )
- كيفن موسكات (7 أغسطس 1973 – )
- لورا دوندوفيتش (16 سبتمبر 1987 – )
- نتالي غاوسي (26 نوفمبر 1981 – )

## وصلات خارجية
- موقع وزارة الخارجية الأسترالية
- موقع وزارة الخارجية المالطية